# Debutina hexaphylla
Debutina hexaphylla är en skalbaggsart som beskrevs av Leon Fairmaire 1903. Debutina hexaphylla ingår i släktet Debutina och familjen Melolonthidae. Inga underarter finns listade i Catalogue of Life.